# Denis Wiehe
Denis Wiehe, né le 21 mai 1940 à Curepipe (île Maurice), fut l'évêque de Port Victoria aux Seychelles de 2002 à 2020. Mgr Wiehe est membre de la congrégation du Saint-Esprit.

## Carrière
Denis Wiehe descend d'une famille de franco-mauriciens avec des ascendances lointaines germano-danoises. Il fait ses études au collège du Saint-Esprit à Quatre-Bornes, puis entre chez les Pères spiritains. Il est ordonné prêtre le 17 août 1969.
Jean-Paul II le nomme coadjuteur de Xavier-Marie Baronnet, sj, évêque du diocèse de Port Victoria, le 24 avril 2001. Il est consacré évêque par ce dernier le 15 août suivant.
Lorsque Xavier-Marie Baronnet prend sa retraite, Denis Wiehe lui succède le 1er juin 2002. Il se retire à son tour le 10 septembre 2020.